# Michael Held
Michael Held (* 28. Oktober 1978 in München) ist ein ehemaliger deutscher Basketballspieler.

## Werdegang
Der 1,94 Meter große Held, als Guard und auf dem Flügel eingesetzt, wechselte 1998 vom FC Bayern München zum SSV Ratiopharm Ulm in die Basketball-Bundesliga. Er nahm in den Ulmer Farben an 13 Bundesliga-Spielen teil und bestritt drei Partien im europäischen Vereinswettbewerb Saporta-Cup.
Ab 1999 verstärkte Held den USC Freiburg in der 2. Basketball-Bundesliga, war bis 2001 Mannschaftsmitglied. 2001/02 spielte er im Amateurbereich für KuSG Leimen und kehrte in der Sommerpause 2002 mit seinem Wechsel zum USC Heidelberg in die zweite Liga zurück. Nach einem zwischenzeitlichen, im Rahmen seines Medizinstudiums durchgeführten Aufenthalt in Spanien spielte er auch in der Saison 2003/04 in Heidelberg. Er blieb bis 2004 beim USC. In der Saison 2004/05 bestritt er drei Spiele für den TSV Jahn Freising in der 1. Regionalliga. 2007 wurde Held mit einer aus Studenten der Ruprecht-Karls-Universität Heidelberg und der SRH Hochschule Heidelberg gebildeten Mannschaft deutscher Basketball-Hochschulmeister.